# Fundação John Templeton
A Fundação John Templeton (John Templeton Foundation ou simplesmente Templeton Foundation) (JTF) é uma organização filantrópica com uma inclinação espiritual ou religiosa que financia pesquisas interdisciplinares sobre o propósito humano e a realidade última. Foi criada em 1987 pelo investidor e filantropo Sir John Templeton, que tinha ligações com o fundamentalismo protestante. Seu filho John Templeton, Jr. assumiu a presidência até sua morte em 2015, quando a filha deste, Heather Templeton Dill, assumiu a presidência da JTF.
A JTF disponibiliza 70 milhões de dólares por ano para custear programas e  pesquisas. A Fundação recebe solicitações online para financiamento anual. Se a primeira consulta for bem-sucedida, os candidatos são convidados a apresentarem uma proposta completa. Normalmente os financiamentos são aprovados em um processo de revisão pelos pares.
Muitos estudiosos têm levantado preocupações sobre a natureza enviesada dos prêmios, projetos de pesquisa e publicações apoiadas pela Fundação Templeton.
Em 2008 a Fundação recebeu a Medalha Nacional de Humanidades do National Endowment for the Humanities.